# The Hidden Hand
The Hidden Hand ist ein Projekt des amerikanischen Musikers Scott „Wino“ Weinrich, der unter anderem in den Doom-Metal-Bands Saint Vitus, The Obsessed, Spirit Caravan und Place of Skulls aktiv war bzw. ist. Stilistisch typisch für die in Maryland beheimatete Band ist eine Mischung aus Stoner Rock und Doom Metal. Im Gegensatz zu Winos anderen Bands finden sich bei The Hidden Hand auch politische Inhalte in den Texten.

## Geschichte
Nach dem Ende von Spirit Caravan schloss sich Wino kurz der Band Place of Skulls an, um wenig später mit dem Produzent und Bassist Bruce Falkinburg und dem Schlagzeuger Dave Hennesey The Hidden Hand aus der Taufe zu heben. Nach der EP De-Sensitized nahm man noch im selben Jahr in Falkinburgs Studio das Debütalbum Divine Propaganda auf, das 2003 bei Exile on Mainstream Records veröffentlicht wurde. Nach einer kurzen Tournee folgte 2004 das zweite Album Mother Teacher Destroyer. Wino kollaborierte im selben Jahr mit Ex-Nirvana-Schlagzeuger und Foo-Fighters-Gitarrist Dave Grohl bei dessen Metal-Projekt Probot. Über Grohl kam auch der Kontakt zum Label Southern Lord zustande, das die Band bis zu ihrer Auflösung betreuen sollte.
Gemeinsam mit der Band Wooly Mammoth veröffentlichte man dann das Split-Album Night Letters. Im selben Jahr warf Dave Hennesey das Handtuch, weil er sich mehr auf sein Projekt Ostinato konzentrieren wollte; er wurde durch Evan Tanner ersetzt. Nach der EP Devoid of Colour folgte zunächst eine längere Tournee, in deren Anschluss man mit den Aufnahmen zum dritten Studioalbum begann. Dieses wurde The Resurrection of Whiskey Foote getauft und erschien Anfang 2007. Nach einer Europa-Tour im Frühjahr 2007, bei der mit Matt Moulis ein neuer Mann auf dem Schlagzeughocker saß, löste Wino die Band aus denselben Gründen wie zuvor Spirit Caravan auf.

## Diskografie
- 2003: De-Sensitized (McCarthyism, Single & Promo-CD)
- 2004: Divine Propaganda (LP/CD)
- 2004: Mother Teacher Destroyer (LP/CD)
- 2004: Night Letters (Split-EP mit Wooly Mammoth)
- 2005: Devoid of Colour (EP/DVD)
- 2007: The Resurrection of Whiskey Foote (CD/LP)